# انهيار عصبي
الانهيار العصبي (يُعرَف أيضا بالانهيار العقلي أو الاصتكاك) وهو لفظ عام للاضطراب العصبي النفسي الحاد المؤقت، والذي يَظهر مَبدئِيًا كإِجهاد وضغط نفسي حاد مصحوب باكتِئاب وقلق، أو بالانعزال عن الأشخاص المهمين بحياة الّشخص، وقد تصل الأعراض إلى حد عدم القدرة على إنجاز الأعمال اليومية الأساسية وتستمر إلى حين أن يتعافى المريض من الانهيار. يُعرَف الانهيار العقلي بطبيعته المؤقتة، ويَرتبِط غالبًا بِمُتَلازمة الاحتراق الّنفسي، والعمل الّشاق جداً، والحرمان من النوم والاجهادات الأُخرى المشابهة، والتي تَتسبّب مع بَعضِها في إِنهاك القدرة العقلية الّسليمة للشخص بشكل مُؤقّت. ويَتشارَك الانهيار العقلي بكثير من الأعراض مع اضطراب الكرب التالي للرّضخ.الإجهاد النفسي قد يكون هو الّسبب الأساسي للانهيار العقلي، وعادة ما يكون الانهيار عرض لمشكلة موجودة بالأساس كالاكتئاب أو اضطراب الكرب التالي للرّضح. تستخدم الأدوية والعلاجات عادة ًلمُساعَدة الّشخص للتعافي من الانهيار العقلي. وَوجَدت مؤسّسة المملكة المتحدة للصحة العقلية"The UK Mental Health Foundation"أنّ شخصًا واحدًا من بين كل 20 شخص قد عانى من الاكتئاب، وبما في ذلك الانهيار العصبي.

## التعريف
مُصطلَحَيّ «الانهيار العصبي» و«الانهيار العقلي»: لم يتم تعرفيهما رسميًا من خِلال نِظام تشخيص طِبي كنِظام ال “DSM-IV” أو ال “ICD-10”، ولا وجود لهما تقريبًا بالمُؤلًفات العلميّة الحاليّة الخاصة بالأمراض العقلية. وعلى الّرغم من أنّ الانهيار العصبي ليس له تعريف ثابت ودقيق، فقد اقترَحَت الّدراسات الفرديّة أنّ المصطلح يُشير إلى اضطراب حاد مُؤقّت من نوع خاص في ردًةِ الفعل، ويَشمل أعراض معيًنة مثل؛ القلق أوالاكتئاب، والتي تسبّبها عادةً الاجهادات الخارجية. ويُشير اليوم عدد من أخصائيين الّصحة للانهيار العصبي بـ«الأزمة العصريّة للصحة الّنفسيّة».
تُوصَف بعض الحالات المعيّنة أحيانًا «بالانهيار» فقط عندما يُصبِح الّشخص غير قادر على القيام بالأعمال اليوميّة الأساسيّة.توجد أوقات معيّنة في حياةِ الّشخص، لا يستطيع خِلالها الّتعامل مع الحياةِ ابدًا ويُصبِح الأمرُ مُنهِكًا عاطفيًا وبدنيًا.
و في كثير من الأوقات يكون هناك اضطرابات جديّة بالّصحة العقليّة عند الّشخص بالإضافة إلى الانهيار العصبي.

## جَدَل
في كتاب «كيف يُصبِح الجميع مُكتئِبًا: صُعود وهُبوط الانهيار العصبي»(2013)، يُجادل إدوارد شورتر، بروفيسور بالّطب الّنفسي وتاريخ الّطب، لعودة المفهوم القديم للأمراض العصبيّة:
«خذ بعين الاعتبار الّنساء اللواتي تَعرِفَهُنّ، سَتجِد حَوالي نِصفَهُنّ مُكتئِبات، أو على الأقل هذا هو الّتشخيص الذي شُخّصنَ به عندما بدأنَ باستخدام مُضادّات الاكتئاب، يذهبنَ للعمل وهُنً غير سعيدات وغير مُرتاحات؛ قَلِقات إلى حدّ ما، مُتعَبات يعانون من آلام جسديّة عديدة- ولديهن وسواس حول الأعمال كلّها. هناك مصطلح يعبر عن الذي يعانون منه، وهو مصطلح جيّد من الّطراز القديم لم يَعُد مُستَخدم، لديهم المرض العصبي. وهو ليس فقط مرض بالعقل أو الّدماغ، ولكنّه اضطراب بالجسم ككل. لدينا هنا رُزمَة من خمسة أعراض: اكتئاب بسيط، بعض القلق، انهاك، آلام جسديّة، تفكير وسواسي، وقد تَواجَد هذا المرض منذ قرون. عندما تكون مُتَوتّر جدًا بِحيث لا تقدر على العمل، هذا هو الانهيار العصبي. ولكن هذا المصطلح اختفى من الّطب، على الّرغم من عدم اختفائه من أحاديثِنا، الأشخاص الذين كانوا يُعانون من الّتوتر قبل عام، هُم مُكتَئِبون اليوم، إنّ هذه أخبار سيّئة. وهناك أمراض أعمق تُسَبِب الاكتئاب وأعراض المزاج المتغيّر، نستطيع تسميّتها الأمراض العميقة أو أي شيء آخر، أو ابتكار لفظ جديد، ولكن نحن بحاجة للاهتمام بشكل أكبر بهذه الاضطرابات الأعمق في الّدماغ والجسم.»
_إدوارد شورتر، كلية الّطب، جامعة تورونتو.
«أثناء محاولات الّتخلص من الانهيار العصبي، الّطب الّنفسي أصبح قريبًا من أن يُعاني من انهيار عصبي خاص به»
_ديفيد هيلي، دكتور في الّطب، زمالة الكليّة الملكيّة للأطباء الّنفسيين، بروفسور الّطب الّنفسي، جامعة كارديف، ويلز.
«الأعصاب مرتبطة بصميم الأمراض العقلية الّشائعة، مهما حاولنا تَجاهُلِها ونِسيانها.»
—بيتر ج. تايير، زمالة اكاديميّة المملكة المتّحدة للعلوم الّطبيّة، بروفيسور في الّطب الّنفسي المجتمعي، كليّة امبريال، لندن.

## العلامات والأعراض
العَرَض الّرئيسي للانهيار العصبي هو الاكتئاب، فعندما يكون الّشخصُ مُكتَئبًا قد يُواجِه زيادةً في الوزن، أفكار انتحارية، أو فُقدان الاهتمام في الحياة الاجتماعيّة، العائليّة أو العمليّة. عَرَض آخر للانهيار هو القلق، والذي قد يُسَبّب زيادة في ضغطِ الّدم أو الّدوار أو الارتعاش أو الغثيان. نوبات الهلع مُشابِهة جدًا للانهيار العقلي وقد تكون عَرَض في بعض الحالات، مُواجِهة صعوبة شديدة بالّتنفس والخوف المفرط قد تَحدُث في من يعاني من نوبةِ الهلع. في الحالات الّصعبة، قد يعاني الّشخص من تَقلُّبات المزاج، الهلوسة، الذهان الكبريائِي والارتّجاعات الصورية الّذهنية. في كل حالة من هذه الحالات الأكثر صعوبة يمكن أن تكون هناك مشكلة كامنة أشد خطورة لِدَلك الّشخص والتي تُسبّب له الانهيار العقلي، والهلوسة قد تشير إلى الفِصام في الّشخصية، وتَقلٌبات المزاج قد تشير إلى اضطراب ثُنائي القطب، أما ارتّجاعات الّصور الّذهنية قد تُشير إلى اضطراب الكرب الّتالي للرّضح. قد تختلف شِدّة كل اضطراب منها وأعراضها اعتمادًا على الشخص وخلفيّته.

## الأسباب
إن أسباب الانهيار العقلي متعدّدة، وقد وَجَدت دِراسة أُجرِيَت عام 1996 أنّ مشاكلَ العلاقاتِ العاطفيةِ كالطلاق أو الانفصال بين الّزوجَين تُسَبِب حوالي 24% من حالات الانهيار العصبي، قد استأثرت المشاكل بالعمل والمدرسة بحوالي 17% من الحالات، أما المشاكل المالية 11%. تُشير الّدراسات الاستقصائية بالولايات المتحدة أن ّالمشاكل الّصحيّة انخفَضَت أهميّتُها كمُسَبِب للانهيار العصبي، وقد كانت المشاكل الّصحيّة سببًا في 28% من حالات الانهيار العصبي في عام 1957 و12% في عام 1976 وفقط 5.6% في عام 1996.
الانهيار العصبي مشابه جدًا لنوبة الهلع؛ في كليهما الإجهاد سببًا رئيسيًا، وكلاهما مؤقت. خلال الانهيار العصبي يشعر الّشخص بحاجة للسماح لمشاعره بالّظهور، وبالّتالي تسيطر هذه المشاعر على جسده، المشاعر: كالهمّ والهلع والخوف والقلق والإجهاد جميعها تعتبر مُسَبِبات للانهيار، وأيضًا أظهرت الّدراسات وجود خلل كيميائي في كميّة الّنواقل العصبية بالّدماغ.
النواقل العصبية عبارة عن مواد كيميائية تنقل الّرسائل ذهابًا وإيابًا بين الجسم والّدماغ. الانهيار العصبي غير مُقتَصِر على فئة محدّدة، أي شخص ممكن أن ينهار، ويكون أكثر عرضةً للانهيار إذا كان تحت ضغوطات كثيرة ولديه خلفيّة عائليّة بالاضطرابات العقليّة.

## العلاج
الأدوية التي قد توصف لِمَن يُعاني من الانهيار العقلي تعتمد على الّسبب الكامِن ورائه، وعادة ما يكون اضطرابات عقليّة خطيرة، مثلًا: مضّادات الاكتئاب تُعطى لِمُعالَجة الاكتئاب، أما الأدوية المزيلة للقلق تُستَعمل لمن يعاني من القلق، وهذا الّنوع من الأدوية قد يُسبِب الإدمان، ومُضّادات الّذهان تُستَخدم للفصام، ومُثبتات المزاج تُساعد باضطراب ثُنائي القطب، وبناءًا على المُسَبِّب للانهيار العقلي قد تكون أيّ من هذه العلاجات مفيدة للشخص الذي يُعاني من الانهيار.
هناك عدّة أنواع مُختَلِفة للعلاج يستطيع المريض استخدامها، أكثر أنواع المُعالجة شُيوعًا هو الحُصول على استشارة من مُختَص نفسي، والتي يكون فيها المريض قادرًا على الحديث عن أي شيء يجول في خاطره دون الخوف من إطلاق الأحكام عليه، المُعالجة الّنفسية تُعتَبَر من أهم أنواع المعالجة التي تهتم بالمشاكل الحاليّة بحياة الّشخص وتُسَاعِدُه على الّتعامل معها، بالإضافةِ إلى الحديث عن المواقف والخبرات الّسابقة في حياته. يكون الّتركيز الأساسي في الّتحليل الّنفسي العلاجي على المواقف الّسابقة في حياةِ المريض؛ لِمُساعَدتِه على مُواجهتها والّتغلُّب عليها، وبالّتالي منع حدوث انهيار في المستقبل. أما العلاج الّسلوكي المعرفي، فهو علاج يَستَهدِف طريقة تصرف المريض وما يُفكِّر ويَشعُر به، وإن كان هُناك أي أمر سَلبي في هذه الّنواحي الّثلاث حينئذٍ سيُحاوِل العلاج تصحيحها وتحويلها لأمر إيجابي. وأما المعالجة بالتنويم، فهي نوع من المعالجة يُمارس ويُستخدم الّتنويم لِمُساعدة المريض على الاسترخاء، ويُمكِن أن يُستخدم الّتنويم أيضاً لمعرفةِ سبب تصرُّف الّشخص أو شعوره بطريقة معيّنة من خِلال فحص أحداث الماضي التي قد تكون سبب الانهيار. أما العلاج الّتعبيري، فهو يركّز على قُدرَة المريض على الّتعبير عن مشاعره، وإذا كان المريض يواجه صعوبة في ذلك، فالّتعبير عن طريق استخدام الفنّ يُوصى بِه بشدّة. وهناك أيضاً العلاج بالعِطارة، والتي تَستخدِم الأعشاب لمساعدة المريض على الاسترخاء والّتخلص من الاجهادات. ويُمكن استخدام اليوغا والمساج أيضاً في هذا العلاج لمساعدة العضلات على الاسترخاء. كل أن هذه العلاجات تُساعد الّشخص على الاسترخاء والّتخلص من الاجهادات وتعمل أيضًا على منع الانهيارات المستقبليّة.
الانهيارات العصبية مؤقّتة يُمكن الّتعافي منها دون الأدوية باستخدام العلاجات البسيطة كالاسترخاء وتهدئة الّنفس، وأخذ أنفاس عميقة، وعدم الّتركيز على مُسَبِب الانهيار، وهي طريقة شائعة للتخلّص من الاجهادات.

## اضطرابات مشابهة
إن العلماء رابرت وتود ولملي وفسكرو اقترحوا أن أقرب فِئة تشخيصيّة ب DSM-IV للانهيار العصبي هي اضطرابات التأقلُم مع القلق، والاكتئاب المختلط (الحاد).
اضطرابات التأقلُم والانهيار العصبي كلاهما ردود فعل حادّة للإجهادات، والتي تتبدّد مع ذهاب المُجهِدات. وتستثني DSM-IV من اضطرابات التأقلُم الحالات الّثانوية للفجيعة، والتي تُساهم بحوالي 6-8% من حالات الانهيار العصبي.
الانهيار العصبي قد يَتَشارك في بعض الخصائِص مع الاضطراب الكربي الحاد والاضطراب الكربي التالي للرّضح، ومن هذه الخصائص أنَّ كل منها يَحدُث استجابة لضغوطات خارجيّة، وقد تتميّز بحدوث اضطرابات بالّنوم، ضعف الّتركيز، وتقلُّب المِزاج. ولكن أعراض الانهيار العصبي لا تتضّمن إعادة حدوث الّصدمة والانعزال وتجنُّب الأُمور وفقدان القدرة على الاستجابة، والتي ترتَبِط جميعها بالاضطراب بين الآخرين، وأيضاً نوع المجهدات المرتبطة بالانهيار العصبي تكون أقل حِدَّة بِشكل عام.
الانهيار العصبي قد يتشارك ببعض الِّصفات مع اضطراب القلق والاكتئاب المُختلط (MADD)، ولكن تعريف اضطراب القلق والاكتئاب المختلط يُشيرإلى حالة مُزمِنة، على الّنقيض مع طبيعة الانهيار العصبي الحادّة المؤقّتة.